# Caliaeschna microstigma
Genre
Espèce
Statut de conservation UICN

 LC  : Préoccupation mineure
Caliaeschna microstigma est une espèce d'insectes de la famille des Aeshnidae appartenant au sous-ordre des Anisoptères dans l'ordre des Odonates. Son genre monotypique Caliaeschna a été décrit par Sélys en 1883.